# Rahim Ademi
Rahim Ademi (ur. 30 stycznia 1954 w Karač k. Vučitrnu) – generał brygady w Armii Republiki Chorwacji, pochodzenia albańskiego.

## Życiorys
Pochodzi z rodziny kosowskich Albańczyków. W 1976 ukończył studia w Akademii Wojskowej w Belgradzie. Po ukończeniu studiów otrzymał przydział do garnizonu w Rogoznicy k. Szybenika. W 1986 r. stanął przed sądem wojskowym w Sarajewie, oskarżony o prowadzenie działalności kontrrewolucyjnej w armii i wspieranie albańskiego separatyzmu. Po spędzeniu 18 miesięcy w więzieniu, w apelacji Najwyższy Trybunał Wojskowy uniewinnił go od zarzutów. Po uwolnieniu służył w garnizonie w Sinju.
W 1990, kiedy rozpoczęła się wojna w Chorwacji, zdezerterował z armii jugosłowiańskiej i przyłączył się do tworzonej od podstaw armii chorwackiej. Oficjalnie w latach 1991–1992 był pracownikiem ministerstwa spraw wewnętrznych. 5 grudnia 1992 w stopniu brygadiera objął dowództwo nad oddziałami chorwackimi w rejonie Sinja. W 1993 został przeniesiony na stanowisko zastępcy dowódcy okręgu Gospić, ale po niepowodzeniu operacji Medak Pocket został zdymisjonowany.
Przeniesiony do Splitu, wyróżnił się w czasie operacji Burza (Oluja), za co 23 września 1995 otrzymał awans na generała brygady. W Splicie stacjonował do lutego 1999 r., kiedy został przeniesiony do Zagrzebia, na stanowisko zastępcy głównego inspektora sił zbrojnych.
W 2001 r. Międzynarodowy Trybunał Karny dla byłej Jugosławii oskarżył Ademiego o popełnienie zbrodni ludobójstwa na Serbach chorwackich w czasie operacji Medak Pocket. W 2005 Trybunał przekazał sprawę Ademiego do rozpatrzenia przez chorwacki wymiar sprawiedliwości. Proces rozpoczął się 18 czerwca 2007 w Sądzie Okręgowym w Zagrzebiu. Ademi bronił się przed sądem twierdząc, że z powodu pochodzenia albańskiego został wybrany na kozła ofiarnego, tak aby uniknęli sprawiedliwości oficerowie chorwaccy, ponoszący pełną odpowiedzialność za przestępstwa z 1993 r. 29 maja 2008 Sąd Okręgowy w Zagrzebiu oczyścił Ademiego ze stawianych mu zarzutów, wyrok ten potwierdził 18 listopada 2009 Sąd Najwyższy Chorwacji.
W życiu prywatnym jest żonaty (żona Anita), ma dwoje dzieci (Valentina i Afrodita). W 2021 wydał wspomnienia z okresu wojny.